# Hilly Kristal
Hilly Kristal (23. září 1931 – 28. srpna 2007) byl Američan, který vlastnil hudební klub CBGB v New Yorku. Od dětství studoval hudbu, později například na filadelfské škole Settlement Music School. Později zpíval ve sboru v newyorské Radio City Music Hall. Dále pracoval v hudebním klubu Village Vanguard. V šedesátých letech pořádal festival Schaefer Music Festival a v roce 1970 otevřel na Bowery bar nazvaný Hilly's on the Bowery. Po jeho zániku otevřel klub CBGB (1973). Zemřel na karcinom plic ve věku 75 let. Ve filmu CBGB: Kolébka punku (2013) jej ztvárnil Alan Rickman.